# Parasynegia suffusa
Parasynegia suffusa là một loài bướm đêm trong họ Geometridae.